# 아저씨의 훈장
《아저씨의 훈장》은 1984년 3월 31일에 방영된 TV문학관이다.

## 줄거리
너우네 아저씨(이일웅)는 한국전쟁 때 종가의 가문을 지키기 위해 아들 은표와 가족을 북에 버려둔 채 종손인 조카 성표(주현)만 데리고 피난했다. 그는 평생 열쇠수리공을 하며 성표를 출세시키지만 노환이 나자 조그만 셋방에서 사경을 헤맨다. 은표의 친구인 두호(민욱)는 뒤늦게 이 사실을 알고 너우네 아저씨를 찾아가는데...

## 출연
- 이일웅
- 민욱
- 주현
- 김을동
- 염복순
- 이치우
- 전원주
- 홍영자
- 곽정희
- 곽경환
- 공경구
- 장희진
- 박용식
- 황민
- 민병이
- 손해경
- 민태원
- 안성태
- 김정훈